# Newbury (Kanada)
Newbury – wieś (ang. village) w Kanadzie, w prowincji Ontario, w hrabstwie Middlesex.
Powierzchnia Newbury to 1,86 km².
Według danych spisu powszechnego z roku 2001 Newbury liczy 422 mieszkańców (226,88 os./km²).